# Општина Кадерејта Хименез (Нови Леон)
Кадерејта Хименез (шп. Cadereyta Jiménez) општина је у Мексику у савезној држави Нови Леон. Општина се налази на надморској висини од 330 м.

## Становништво
Према подацима из 2010. у општини је живело 86445 становника.

### Хронологија
| Година       | 2000                  | 2005                  | 2010                  |
| ------------ | --------------------- | --------------------- | --------------------- |
| Становништво | 75059 (39857 / 35202) | 73746 (37621 / 36125) | 86445 (43939 / 42506) |

### Попис
| \| \| м \| \| \| ж \| \| 0—2 \| 2.325 \| \| \| 2.317 \| \| 3—5 \| 2.459 \| \| \| 2.434 \| \| 6—11 \| 5.058 \| \| \| 5.052 \| \| 12—14 \| 2.323 \| \| \| 2.225 \| \| 15—17 \| 2.282 \| \| \| 2.247 \| \| 18—24 \| 5.072 \| \| \| 4.933 \| \| 60+ \| 3.898 \| \| \| 4.003 \| \| Просек : \| 30,1 \| \| \| 30,0 \| |       |  |  |       |
| |       |  |  |       |
| | м     |  |  | ж     |
| 0—2 | 2.325 |  |  | 2.317 |
| 3—5 | 2.459 |  |  | 2.434 |
| 6—11 | 5.058 |  |  | 5.052 |
| 12—14 | 2.323 |  |  | 2.225 |
| 15—17 | 2.282 |  |  | 2.247 |
| 18—24 | 5.072 |  |  | 4.933 |
| 60+ | 3.898 |  |  | 4.003 |
| Просек : | 30,1  |  |  | 30,0  |

| #   | Индикатор                                                                                        | Вредност |
| --- | ------------------------------------------------------------------------------------------------ | -------- |
| 1   | Становништво од 0 до 2 године                                                                    | 4642     |
| 2   | Мушко становништво од 0 до 2 године                                                              | 2325     |
| 3   | Женско становништво од 0 до 2 године                                                             | 2317     |
| 4   | Становништво са 3 и више година                                                                  | 80716    |
| 5   | Мушко становништво са 3 и више година                                                            | 41065    |
| 6   | Женско становништво са 3 и више година                                                           | 39651    |
| 7   | Становништво са 5 и више година                                                                  | 77412    |
| 8   | Мушко становништво са 5 и више година                                                            | 39402    |
| 9   | Женско становништво са 5 и више година                                                           | 38010    |
| 10  | Становништво са 12 и више година                                                                 | 65713    |
| 11  | Мушко становништво са 12 и више година                                                           | 33548    |
| 12  | Женско становништво са 12 и више година                                                          | 32165    |
| 13  | Становништво са 15 и више година                                                                 | 61165    |
| 14  | Мушко становништво са 15 и више година                                                           | 31225    |
| 15  | Женско становништво са 15 и више година                                                          | 29940    |
| 16  | Становништво са 18 и више година                                                                 | 56636    |
| 17  | Мушко становништво са 18 и више година                                                           | 28943    |
| 18  | Женско становништво са 18 и више година                                                          | 27693    |
| 19  | Становништво од 3 до 5 година                                                                    | 4893     |
| 20  | Мушко становништво од 3 до 5 година                                                              | 2459     |
| 21  | Женско становништво од 3 до 5 година                                                             | 2434     |
| 22  | Становништво од 6 до 11 година                                                                   | 10110    |
| 23  | Мушко становништво од 6 до 11 година                                                             | 5058     |
| 24  | Женско становништво од 6 до 11 година                                                            | 5052     |
| 25  | Становништво од 8 до 14 година                                                                   | 11331    |
| 26  | Мушко становништво од 8 до 14 година                                                             | 5704     |
| 27  | Женско становништво од 8 до 14 година                                                            | 5627     |
| 28  | Становништво од 12 до 14 година                                                                  | 4548     |
| 29  | Мушко становништво од 12 до 14 година                                                            | 2323     |
| 30  | Женско становништво од 12 до 14 година                                                           | 2225     |
| 31  | Становништво од 15 до 17 година                                                                  | 4529     |
| 32  | Мушко становништво од 15 до 17 година                                                            | 2282     |
| 33  | Женско становништво од 15 до 17 година                                                           | 2247     |
| 34  | Становништво од 18 до 24 године                                                                  | 10005    |
| 35  | Мушко становништво од 18 до 24 године                                                            | 5072     |
| 36  | Женско становништво од 18 до 24 године                                                           | 4933     |
| 37  | Женско становништво од 15 до 49 година                                                           | 22488    |
| 38  | Становништво са 60 и више година                                                                 | 7901     |
| 39  | Мушко становништво са 60 и више година                                                           | 3898     |
| 40  | Женско становништво са 60 и више година                                                          | 4003     |
| 41  | Однос између мушкараца и жена                                                                    | 103.37   |
| 42  | Становништво од нуле до 14 година                                                                | 24193    |
| 43  | Становништво од 15 до 64 године                                                                  | 55685    |
| 44  | Становништво од 65 година и више                                                                 | 5480     |
| 45  | Просечан број деце                                                                               | 2.3      |
| 46  | Становништво рођено у ентитету                                                                   | 63286    |
| 47  | Мушко становништво рођено у ентитету                                                             | 32043    |
| 48  | Женско становништво рођено у ентитету                                                            | 31243    |
| 49  | Становништво рођено у другом ентитету                                                            | 21265    |
| 50  | Мушко становништво рођено у другом ентитету                                                      | 10925    |
| 51  | Женско становништво рођено у другом ентитету                                                     | 10340    |
| 52  | Становништво од 5 година и више резидентно у ентитету у јуну 2005. године                        | 73707    |
| 53  | Мушко становништво старосног доба од 5 година и више, резидентно у ентитету у јуну 2005. године  | 37411    |
| 54  | Женско становништво старосног доба од 5 и више година, резидентно у ентитету у јуну 2005. године | 36296    |
| 55  | Становништво од 5 година и више које је живело у другом ентитету у јуну 2005. године             | 2536     |
| 56  | Мушко становништво старије од 5 година које је живело у другом ентитету у јуну 2005. године      | 1334     |
| 57  | Женско становништво старије од 5 година које је живело у другом ентитету у јуну 2005. године     | 1202     |
| 58  | Становништво од 3 године и више које говори аутохтони језик                                      | 553      |
| 59  | Мушко становништво старо 3 године и више које говори аутохтони језик                             | 322      |
| 60  | Женско становништво старо 3 године и више које говори аутохтони језик                            | 231      |
| 61  | Становништво од 3 године и више које говори аутохтони језик и не говори шпански језик            | 2        |
| 62  | Мушко становништво старо 3 године и више које говори аутохтони језик и не говори шпански         | 0        |
| 63  | Женско становништво старо 3 године и више које говори аутохтони језик и не говори шпански језик  | 2        |
| 64  | Становништво старо 3 године и више које говори аутохтони језик и шпански                         | 414      |
| 65  | Мушко становништво старо 3 године и више које говори аутохтони језик и шпански                   | 246      |
| 66  | Женско становништво старо 3 године и више које говори аутохтони језик и шпански                  | 168      |
| 67  | Становништво од 5 година и више које говори аутохтони језик                                      | 545      |
| 68  | Становништво од 5 година и више које говори аутохтони језик и не говори шпански језик            | 2        |
| 69  | Становништво од 5 година и више које говори аутохтони језик и говори шпански језик               | 411      |
| 70  | Становништво у домородачким домаћинствима                                                        | 1054     |
| 71  | Становништво са ограничењима у активностима                                                      | 3149     |
| 72  | Становништво са ограниченим ходањем или кретањем, горе или доле                                  | 1623     |
| 73  | Становници са ограничењима вида, чак и уз кориштење сочива                                       | 972      |
| 74  | Становништво са ограничењима говора, комуникације или конверзације                               | 270      |
| 75  | Становништво са ограниченим слухом                                                               | 304      |
| 76  | Становништво са ограничењима при одевању, купању или јелу                                        | 135      |
| 77  | Становништво са ограничењима у опажању или учењу једноставних ствари                             | 101      |
| 78  | Становништво са менталним ограничењима                                                           | 329      |
| 79  | Становништво без ограничења активности                                                           | 81491    |
| 80  | Становништво од 3 до 5 година које не похађа школу                                               | 1891     |
| 81  | Мушко становништво од 3 до 5 година које не похађа школу                                         | 965      |
| 82  | Женско становништво од 3 до 5 година које не похађа школу                                        | 926      |
| 83  | Становништво од 6 до 11 година које не похађа школу                                              | 236      |
| 84  | Мушко становништво од 6 до 11 година које не похађа школу                                        | 134      |
| 85  | Женско становништво од 6 до 11 година које не похађа школу                                       | 102      |
| 86  | Становништво од 12 до 14 година које не похађа школу                                             | 335      |
| 87  | Мушко становништво од 12 до 14 година које не похађа школу                                       | 179      |
| 88  | Женско становништво од 12 до 14 година које не похађа школу                                      | 156      |
| 89  | Становништво од 15 до 17 година похађа школу                                                     | 2883     |
| 90  | Мушко становништво од 15 до 17 година похађа школу                                               | 1459     |
| 91  | Женско становништво између 15 и 17 година живота у школи                                         | 1424     |
| 92  | Становништво од 18 до 24 године похађа школу                                                     | 2154     |
| 93  | Мушко становништво од 18 до 24 године похађа школу                                               | 1117     |
| 94  | Женско становништво од 18 до 24 године похађа школу                                              | 1037     |
| 95  | Становништво од 8 до 14 година које не може да чита и пише                                       | 170      |
| 96  | Мушко становништво старосног доба од 8 до 14 година које не може да чита и пише                  | 107      |
| 97  | Женско становништво старосног доби од 8 до 14 година које не може да чита и пише                 | 63       |
| 98  | Становништво од 15 година и више које је неписмено                                               | 1587     |
| 99  | Мушко становништво од 15 година и више које је неписмено                                         | 790      |
| 100 | Женско становништво од 15 година и више које је неписмено                                        | 797      |
| 101 | Становништво старо 15 и више година без школовања                                                | 1957     |
| 102 | Мушко становништво старо 15 и више година без школовања                                          | 969      |
| 103 | Женско становништво старо 15 и више година без школовања                                         | 988      |
| 104 | Становништво старосног доба 15 и више година са непотпуним основним образовањем                  | 7415     |
| 105 | Мушко становништво старосног доба од 15 година и више са непотпуном основним образовањем         | 3651     |
| 106 | Женско становништво старосног доба 15 и више година са непотпуном основним образовањем           | 3764     |
| 107 | Становништво старо 15 и више година са комплетним основним образовањем                           | 10895    |
| 108 | Мушко становништво старо 15 година и више са комплетним основним образовањем                     | 5378     |
| 109 | Женско становништво старо 15 и више година са комплетним основним образовањем                    | 5517     |
| 110 | Становништво старосног доба 15 и више година са непотпуним средњим образовањем                   | 2756     |
| 111 | Мушко становништво старосног доба од 15 година и више са непотпуним средњим образовањем          | 1584     |
| 112 | Женско становништво старосног доба од 15 година и више са непотпуним средњим образовањем         | 1172     |
| 113 | Становништво старо 15 и више година са пуним секундарном образовањем                             | 17529    |
| 114 | Мушко становништво старосног доба од 15 година и више са пуним секундарном образовањем           | 9357     |
| 115 | Женско становништво старосног доба од 15 година и више са пуним секундарном образовањем          | 8172     |
| 116 | Становништво старије од 18 година са постосновним образовањем                                    | 17707    |
| 117 | Мушко становништво старије од 18 година са постосновним образовањем                              | 9007     |
| 118 | Женско становништво старије од 18 година са постосновним образовањем                             | 8700     |
| 119 | Просечна оцена школовања                                                                         | 8.66     |
| 120 | Просечан ниво образовања мушке популације                                                        | 8.7      |
| 121 | Просечан ниво образовања женског становништва                                                    | 8.62     |
| 122 | Економски активно становништво                                                                   | 33823    |
| 123 | Економски активна мушка популација                                                               | 24996    |
| 124 | Економски активна женска популација                                                              | 8827     |
| 125 | Становништво које није економски активно                                                         | 31366    |
| 126 | Мушко становништво које није економски активно                                                   | 8242     |
| 127 | Женско становништво које није економски активно                                                  | 23124    |
| 128 | Запослено становништво                                                                           | 32611    |
| 129 | Запослено мушко становништво                                                                     | 23999    |
| 130 | Запослено женско становништво                                                                    | 8612     |
| 131 | Незапослена популација                                                                           | 1212     |
| 132 | Незапослена мушка популација                                                                     | 997      |
| 133 | Незапослена женска популација                                                                    | 215      |
| 134 | Становништво без права на здравствене услуге                                                     | 18924    |
| 135 | Становништво које има право на здравствене услуге                                                | 66085    |
| 136 | Становништво које има право на ИМСС                                                              | 36227    |
| 137 | Становништво које има право на социјално осигурање                                               | 2013     |
| 138 | Становништво које има право на државно социјално осигурање                                       | 744      |
| 139 | Становништво које има право на опште осигурање или здравствено осигурање за нову генерацију      | 10459    |
| 140 | Становништво које је било једном или није било у браку током 12 година и више                    | 19501    |
| 141 | Венчано или уједињено становништво од 12 година и више                                           | 39942    |
| 142 | Становништво које је било у браку или уједињено 12 година и више                                 | 5777     |
| 143 | Становништво са католичком религијом                                                             | 70514    |
| 144 | Протестанти, еванђелисти и библијски следбеници различити од еванђелиста                         | 9431     |
| 145 | Становништво са другим религијама различитим од претходних                                       | 45       |
| 146 | Становништво без религије                                                                        | 4110     |
| 147 | Укупно пописаних домаћинства                                                                     | 23754    |
| 148 | Пописна домаћинства на челу са мушкарцима                                                        | 19525    |
| 149 | Пописна домаћинства на челу са женама                                                            | 4229     |
| 150 | Становништво у пописним домаћинствима                                                            | 84272    |
| 151 | Становништво у пописним домаћинствима на челу са мушкарцима                                      | 71846    |
| 152 | Становништво у пописним домаћинствима на челу са женама                                          | 12426    |
| 153 | Укупно домаћинстава                                                                              | 35145    |
| 154 | Укупно насељених домаћинстава                                                                    | 24088    |
| 155 | Укупно приватних кућа                                                                            | 34811    |
| 156 | Насељени приватни домови                                                                         | 23754    |
| 157 | Укупно насељених приватних кућа                                                                  | 24085    |
| 158 | Ненасељене приватне куће                                                                         | 7069     |
| 159 | Појединачна домаћинства за привремену употребу                                                   | 3988     |
| 160 | Становници у насељеним приватним кућама                                                          | 84272    |
| 161 | Насељеност станара у приватним становима                                                         | 3.55     |
| 162 | Просечно становника по соби у приватним насељеним домаћинствима                                  | 0.94     |
| 163 | Појединачна домаћинства са подовима од различитих материјала од земље                            | 23092    |
| 164 | Појединачна домаћинства у приземљу                                                               | 422      |
| 165 | Појединачна домаћинства са једном спаваћом собом                                                 | 8900     |
| 166 | Појединачна домаћинства са две спаваће собе и више                                               | 14644    |
| 167 | Појединачна домаћинства са једним собом                                                          | 1047     |
| 168 | Појединачна домаћинства са две собе                                                              | 3557     |
| 169 | Појединачна домаћинства са 3 собе и више                                                         | 18920    |
| 170 | Појединачна домаћинства која имају електрично светло                                             | 23444    |
| 171 | Појединачна домаћинства која немају електрично светло                                            | 150      |
| 172 | Појединачна домаћинства која имају водоводну воду у стамбеном простору                           | 21543    |
| 173 | Појединачна домаћинства која немају водоводну воду у стамбеном простору                          | 1985     |
| 174 | Појединачна домаћинства која имају тоалет                                                        | 23314    |
| 175 | Појединачна домаћинства која имају канализацију                                                  | 22530    |
| 176 | Појединачна домаћинства која немају канализацију                                                 | 984      |
| 177 | Појединачна домаћинства која имају електрично светло, довод воде из јавне мреже и канализацију   | 20969    |
| 178 | Појединачна домаћинства без икаквих услова                                                       | 88       |
| 179 | Појединачна домаћинства која имају радио                                                         | 18457    |
| 180 | Појединачна домаћинства која имају телевизор                                                     | 23059    |
| 181 | Појединачна домаћинства која имају фрижидер                                                      | 22383    |
| 182 | Појединачна домаћинства која имају машину за веш                                                 | 19967    |
| 183 | Појединачна домаћинства која имају аутомобил или комби                                           | 14893    |
| 184 | Појединачна домаћинства која имају рачунар                                                       | 6687     |
| 185 | Појединачна домаћинства која имају фиксну телефонску линију                                      | 8160     |
| 186 | Појединачна домаћинства која имају мобилни телефон                                               | 18679    |
| 187 | Појединачна домаћинства која имају приступ интернету                                             | 4883     |